# Badminton bei den ASEAN Para Games 2023
Badminton bei den ASEAN Para Games 2023 wurde vom 3. bis zum 9. Juni 2023 im Morodok Techo National Sports Complex in Phnom Penh gespielt.

## Medaillengewinner

### Herren
| Disziplin    | Gold | Silber | Bronze |
| ------------ | --- | --- | --- |
| Einzel WH1   | Muhammad Ikhwan Ramli                                                                                                | Jakarin Homhual | Chew Jit Thyei |
| Einzel WH1   | Muhammad Ikhwan Ramli                                                                                                | Jakarin Homhual | Chatchai Kornpeekanok                                                                                             |
| Einzel WH2   | Supriadi | Wiwin Andri | Agus Budi Utomo                                                                                                   |
| Einzel WH2   | Supriadi | Wiwin Andri | Dumnern Junthong                                                                                                  |
| Einzel SL3   | Mongkhon Bunsun | Maman Nurjaman | Ukun Rukaendi |
| Einzel SL3   | Mongkhon Bunsun | Maman Nurjaman | Muhammad Huzairi Abdul Malek                                                                                      |
| Einzel SL4   | Mohd Amin Burhanuddin                                                                                                | Hikmat Ramdani | Fredy Setiawan |
| Einzel SL4   | Mohd Amin Burhanuddin                                                                                                | Hikmat Ramdani | Chawarat Kittichokwattana                                                                                         |
| Einzel SU5   | Dheva Anrimusthi | Suryo Nugroho | Oddie Kurnia Dwi Listyanto Putra                                                                                  |
| Einzel SU5   | Dheva Anrimusthi | Suryo Nugroho | Tay Wei Ming |
| Einzel SH6   | Nattapong Meechai | Subhan | Dimas Tri Aji |
| Einzel SH6   | Nattapong Meechai | Subhan | Muhammad Amin Azmi                                                                                                |
| Doppel WH1–2 | Muhammad Ikhwan Ramli Noor Azwan Noorlan                                                                             | Jakarin Homhual Dumnern Junthong | Agung Widodo Supriadi                                                                                             |
| Doppel WH1–2 | Muhammad Ikhwan Ramli Noor Azwan Noorlan                                                                             | Jakarin Homhual Dumnern Junthong | Chew Jit Thye Ashley Iranaeus Jeck                                                                                |
| Doppel SL3–4 | Hary Susanto Ukun Rukaendi                                                                                           | Dwiyoko Fredy Setiawan | Mongkhon Bunsun Chawarat Kittichokwattana                                                                         |
| Doppel SL3–4 | Hary Susanto Ukun Rukaendi                                                                                           | Dwiyoko Fredy Setiawan | Singha Sangnil Siripong Teamarrom                                                                                 |
| Doppel SU5   | Dheva Anrimusthi Hafiz Briliansyah Prawiranegara                                                                     | Oddie Kurnia Dwi Listyanto Putra Suryo Nugroho | Mohd Faris Azri Muhammad Fareez Anuar                                                                             |
| Doppel SU5   | Dheva Anrimusthi Hafiz Briliansyah Prawiranegara                                                                     | Oddie Kurnia Dwi Listyanto Putra Suryo Nugroho | Amyrul Yazid Ahmad Sibi Mohd Amin Burhanuddin                                                                     |
| Doppel SH6   | Dimas Tri Aji Subhan                                                                                                 | Nattapong Meechai Bunthan Yaemmali | Pay Veasna Veng Ve                                                                                                |
| Team         | Indonesien Dheva Anrimusthi Fredy Setiawan Hafizh Briliansyah Prawiranegara Hary Susanto Ukun Rukaendi Suryo Nugroho | Malaysia Muhammad Amin Burhanuddin Mohamad Faris Ahmad Azri Muhamad Zulfatihi Jaafar Muhammad Fareez Anuar Amirul Yazid Ahmad Sibi Muhammad Huzairi Abdul Malek | Thailand Watcharaphon Chok-uthaikul Chawarat Kitichokwattana Pricha Somsiri Siripong Teamarrom Nattphon Thaweesap |
| Team WH      | Thailand Jakarin Homhual Apichat Sumpradit Chatchai Kornpeekanok Dumnern Junthong Anuwat Sriboran                    | nicht vergeben | nicht vergeben |

### Damen
| Disziplin      | Gold                                  | Silber                             | Bronze                                    |
| -------------- | ------------------------------------- | ---------------------------------- | ----------------------------------------- |
| Einzel WH1     | Sujirat Pookkham                      | Piyawan Thinjun                    | Wanlapa Pinchai                           |
| Einzel WH2     | Amnouy Wetwithan                      | Hoàng Thị Hồng Thảo                | Paz Enano Lita                            |
| Einzel WH2     | Amnouy Wetwithan                      | Hoàng Thị Hồng Thảo                | Lê Thị Thu Hiền                           |
| Einzel SL3     | Qonitah Syakuroh                      | Darunee Henpraiwan                 | Chha Sreyneang                            |
| Einzel SL3     | Qonitah Syakuroh                      | Darunee Henpraiwan                 | Wandee Kantam                             |
| Einzel SL4     | Leani Ratri Oktila                    | Khalimatus Sadiyah                 | Chanida Srinavakul                        |
| Einzel SU5     | Warining Rahayu                       | Wathini Naramaitkornburee          | nicht vergeben                            |
| Einzel SH6     | Rina Marlina                          | Chai Saeyang                       | Yunia Widya Irianti                       |
| Doppel WH1–2   | Sujirat Pookkham Amnouy Wetwithan     | Wanlapa Pinchai Piyawan Thinjun    | Gloria Grace Nalgom Nadawa Paz Enano Lita |
| Doppel SL3–SU5 | Leani Ratri Oktila Khalimatus Sadiyah | Chanida Srinavakul Nipada Saensupa | Lia Priyanti Qonitah Syakuroh             |

### Mixed
| Disziplin      | Gold                              | Silber                            | Bronze                             |
| -------------- | --------------------------------- | --------------------------------- | ---------------------------------- |
| Doppel WH1–2   | Jakarin Homhual Sujirat Pookkham  | Dumnern Junthong Amnouy Wetwithan | nicht vergeben                     |
| Doppel SL3–SU5 | Hikmat Ramdani Leani Ratri Oktila | Fredy Setiawan Khalimatus Sadiyah | Pricha Somsiri Darunee Henpraiwan  |
| Doppel SL3–SU5 | Hikmat Ramdani Leani Ratri Oktila | Fredy Setiawan Khalimatus Sadiyah | Siripong Teamarrom Nipida Saensupa |
| Doppel SH6     | Subhan Rina Marlina               | Chai Saeyang Nattapong Meechai    | nicht vergeben                     |